# Stadio di atletica Giuseppe Valente
Lo stadio di atletica "Giuseppe Valente" è il moderno impianto destinato all'atletica leggera di Taranto. Si tratta di uno degli impianti designati ad ospitare i XX Giochi del Mediterraneo. 

## Storia
Situato nel quartiere Salinella, l'ex Campo Scuola “Salinella” è dedicato alla memoria dell’atleta tarantino Giuseppe Valente e rappresenta uno dei più importanti poli regionali per lo sport e l’atletica leggera. L'impianto fu inizialmente realizzato negli anni '70 e poi interamente ristrutturato ed inaugurato nell'estate del 2024, in vista dei XX Giochi del Mediterraneo 2026.

## Caratteristiche
La pista per l'atletica leggera, lunga 400 metri, è passata da sei a otto corsie ed è omologata per le competizioni internazionali. Sono inoltre state completamente rinnovate le pedane per il salto in alto e per il salto in lungo, nonché gli spogliatoi e i locali destinati ad atleti, tecnici e giudici di gara. La tribuna a moduli rimovibili può raggiungere una capienza di cinquemila persone.